# Becsey János
Becsey János (Budapest, 1968. február 2. –)  kétszeres paralimpiai bajnok, négyszeres világbajnok, Európa-bajnok paraúszó, úszóedző, sportdiplomata.

## Sportpályafutása
Röviddel születése után kapott agyvérzést, melynek eredményeként teljes jobb oldalára megbénult. Négyéves korában Achilles-ín műtéten esett át, melyet követően orvosi javaslatra úszni kezdett; 10 éves koráig úszott, majd vízilabdázott az Újpesti Dózsa csapatában, gimnáziumi évei alatt, 1984-ben pedig visszaváltott az úszásra. Pályafutása során S7, SB7 és SM7 sérültségi kategóriákban versenyzett.
Hamar jöttek a sikerek: az 1986-os göteborgi világbajnokságon 100 m mellen világbajnok lett, 100 m gyorson pedig ezüstérmet szerzett. Két évvel később, élete első paralimpiáján – melyet később még öt másik követett, így a hazai parasport egyik rekorderének számít – 200 m vegyes úszásban a dobogó harmadik fokára állhatott fel.
Az 1990-es világbajnokságon három számban is diadalmaskodott (150 m vegyes, 50 és 100 m gyors), 100 m mellen és 50 m pillangón pedig ezüstérmet szerzett. Egy évvel később a Barcelonában rendezett Európa-bajnokságon 50 m gyorson nyerni tudott, 100 m mellen pedig második helyezést ért el, 100 m gyorson a dobogó harmadik fokára állhatott fel.
Az 1992-es barcelonai paralimpián ért fel pályafutása csúcsára, 50 és 100 m gyorson is paralimpiai bajnok lett, mind két számban világcsúcsot úszott, ezen kívül 100 m mellen bronzérmet szerzett.
Az 1994-es Valettában megrendezett világbajnokságon 50 m gyorson harmadik lett, a rákövetkező évben az Eb-n pontszerző volt. Az atlantai paralimpiát kudarcként élte meg, mivel nem sikerült érmet szereznie, rövid időre abba is hagyta az úszást.
1998-ban azonban már újra versenyzett, és a Christchurch világbajnokságon a dobogó harmadik fokára állhatott 100 m mellen. A következő évben, a németországi Braunschweigben rendezett kontinensviadalon 100 m mellen egy ezüst-, míg 200 m vegyesen egy bronzéremmel gyarapíthatta éremgyűjteményét. A Sydney-i paralimpián 200 m méter vegyesen második lett, másik két számában pedig pontszerző helyen végzett.
A 2001-es Európa-bajnokságon 200 m vegyesen ismét ezüstérmet szerzett, majd a Mar del Plata-i 2002-ben rendezett világbajnokságon a dobogó harmadik fokára állhatott ugyanebben a számban.
A 2004-es és 2008-as paralimpián érmet már nem nyert de nagyon értékes helyezéseket ért el, a paralimpiák történetében a legtöbb döntő résztvevője.
Ezt követően még számtalan nemzetközi és világversenyen indult, sorra gyűjtve be a pontszerző helyeket. Az aktív versenyzéstől 2011-ben vonult vissza.
Versenyzői pályafutása alatt úszóként az OSC, HALASSY OLIVÉR SE és FERENCVÁROS sportolója, vízilabdázóként ÚJPESTI DÓZSA.
Eredményeinek köszönhetően több kitüntetésben is részesült, MÚSZ 2021-ben beválasztotta a Magyar Úszó Hírességek Csarnokának tagjai közé.
A beiktatáson Sós Csaba méltatta pályafutását és  egy rövid történet után csak annyit mondott: „Becsey János maga a magyar parasport."

## Edzőként, sportvezetőként
Sokat tesz a hazai parasport és a paralimpiai mozgalom népszerűsítéséért. Már aktív sportolói pályafutása során, a 90-es évek elején Mentes Évával közösen honosították meg az értelmi sérültek professzionális úszósportját hazánkban. Később a Semmelweis Egyetem Testnevelési Karán úszóedzői képesítést szerzett. 2013 nyarán megalakult Paralimpikonok Klubjának elnöke és később Paralimpiai Bajnokok Klubjának elnöke a mai napig. 2012-től Magyar Paralimpiai Bizottság elnökségi tagja. 2013-tól a magyar paraúszó válogatott technikai vezetője és később vezetőedzője 2021-ig. Tagja volt a Budapest 2024 Olimpiai Pályázat Sportolói Bizottságának is. Korábban személyes érintettsége okán a Pető Intézetben stroke-on átesett betegek rehabilitációját is segítette. 2019-től az Olimpiai Bajnokok Testületének tagja. 2021-től Magyar Olimpiai Akadémia tanácsának tagja. A 2022-ben megalakult Alapítvány a Parasport Jővöjéért alapítója.

## Eredményei
- Kétszeres paralimpiai bajnok (1992)
- Négyszeres világbajnok (1986, 1990)
- Európa-bajnok (1991)
- Paralimpiai ezüstérmes (2000)
- Kétszeres paralimpiai bronzérmes (1988, 1992)
- Kétszeres világbajnoki ezüstérmes (1986, 1990)
- Ötszörös világbajnoki bronzérmes (1988, 1992, 1994, 1998, 2002)
- Négyszeres Európa-bajnoki ezüstérmes (1991, 1999, 2001)
- Európa-bajnoki bronzérmes (1991)
- Háromszoros Maccabi Európai Játékok bajnok (2017)

## Családja
Nős, egy leánygyermeke és két unokája van.

## Film
2016-ban mutatták be azt az 50 perces dokumentumfilmet, amelyben Dani Gyöngyi, Engelhardt Katalin, Ráczkó Gitta és Szekeres Pál mellett az ő élettörténete is szerepel, bemutatva a magyar parasport történetét és sikereit.

## Díjai, elismerései
- Az Év Mozgáskorlátozott férfi sportolója (1992)[13]
- Kemény Ferenc díj (1992)
- Magyar Köztársasági Arany Érdemkereszt (2000)[14]
- Pro Civibus-díj (2015)[15]
- Csík Ferenc-díj (2016)[16]
- Halassy Olivér-díj (2017)[17]
- A Magyar Érdemrend tiszti keresztje (2021)[18]
- Belvárosi Érdemkereszt (2021)
- Papp László Budapest Sport díj (2022)
- A Magyar Úszó Hírességek Csarnokának tagja (2022)[19]